# Hal Greer
Harold Everett Greer (* 26. Juni 1936 in Huntington, West Virginia; † 14. April 2018 in Phoenix, Arizona) war ein US-amerikanischer Basketballspieler. Zwischen 1958 und 1973 spielte er in der National Basketball Association (NBA) für die Mannschaft der Syracuse Nationals/Philadelphia 76ers. Er war Teil der 1967er Meistermannschaft der Sixers, die die Vormacht der Boston Celtics unterbrach.
Greer wurde zehnmal in Folge in das NBA All-Star Team berufen (1961–1970). Er wurde darüber hinaus 1968 zum Most Valuable Player (MVP) des All-Star Games gewählt. Greer wurde 1982 in die Naismith Memorial Basketball Hall of Fame berufen und 1996 zum 50. Geburtstag der NBA unter die 50 besten Spieler der NBA-Geschichte gewählt.